# الکس آرچر
الکس آرچر (انگلیسی: Alex Archer; ۱ مهٔ ۱۹۰۸ – ۱۵ ژوئن ۱۹۷۹) بازیکن هاکی روی یخ اهل بریتانیا بود.